# Colpoclypeus florus
Colpoclypeus florus är en stekelart som först beskrevs av Walker 1839.  Colpoclypeus florus ingår i släktet Colpoclypeus och familjen finglanssteklar. Arten är reproducerande i Sverige. Inga underarter finns listade i Catalogue of Life.

## Bildgalleri

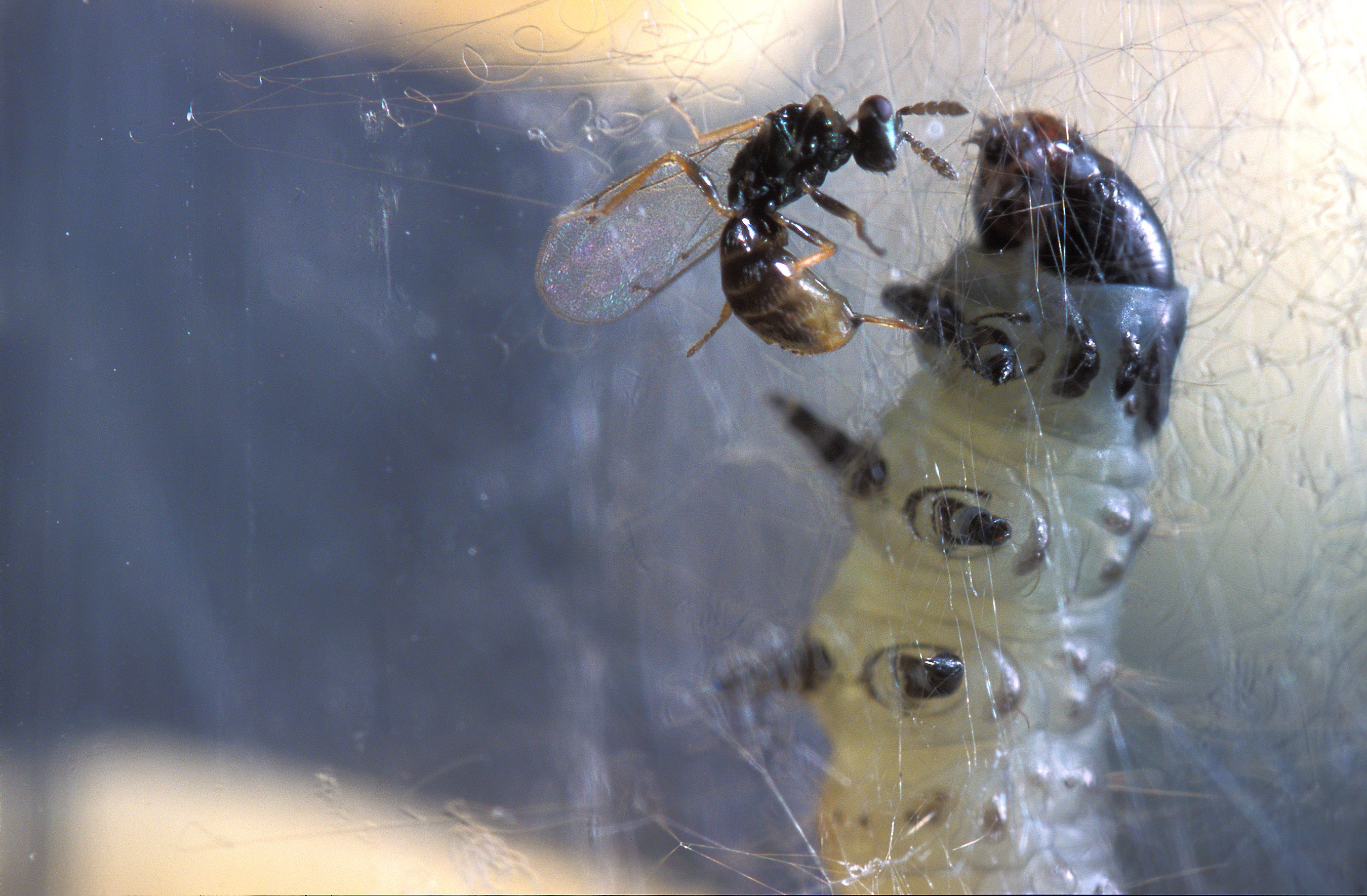
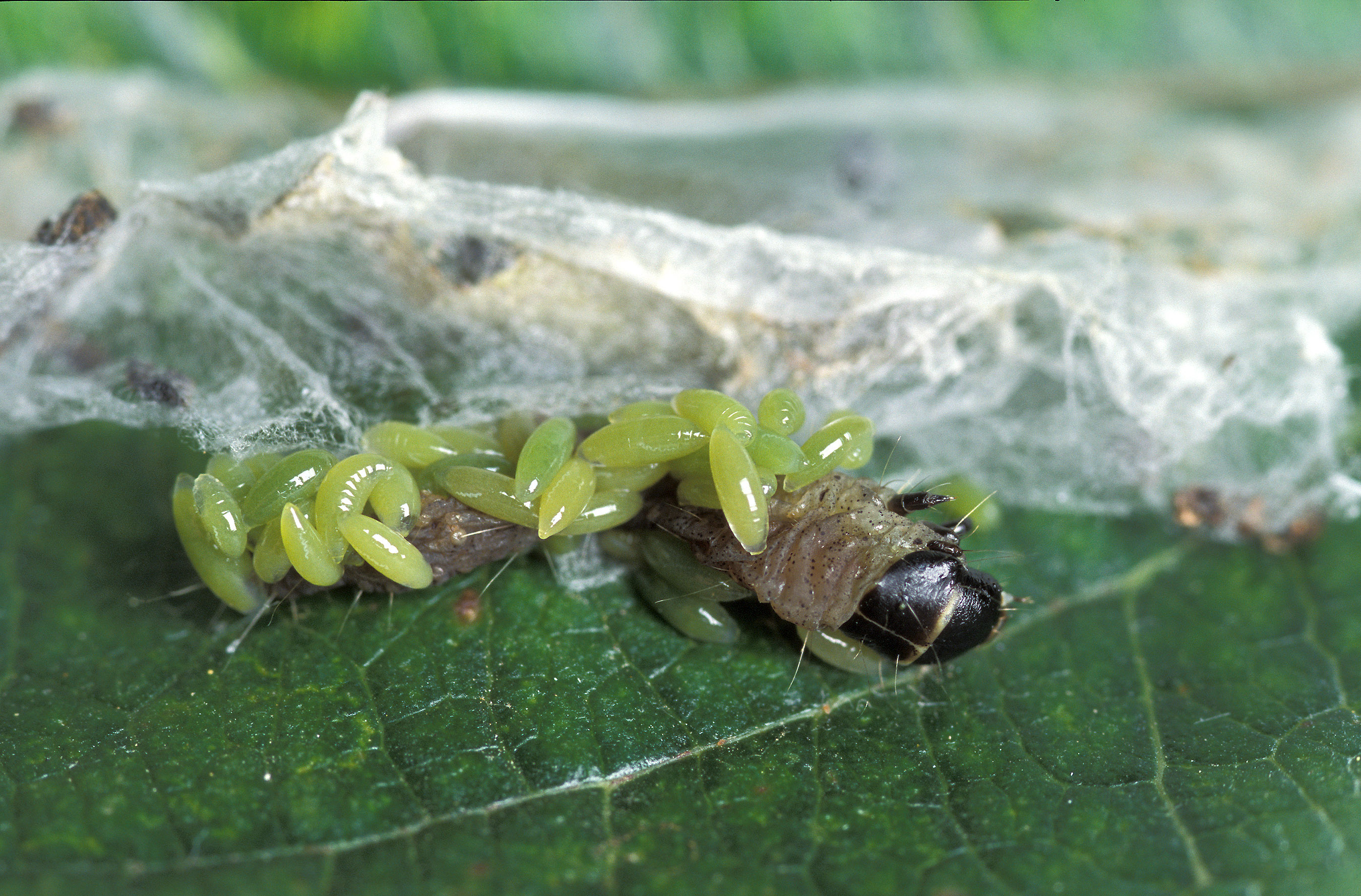